# 麦西·皮特斯
麦西·漢娜·皮特斯，是一名英国創作歌手，生于英國西萨塞克斯郡斯泰宁。她的首张录音室专辑《You signed up for this》由艾德·希兰的唱片公司Gingerbread Man Records于2021年8月27日发行。